# Valero Moreno y Polo
Valero Moreno y Polo  (La Hoz de la Vieja, 1714–Tortosa, después de 1780) fue un organista español, maestro de capilla de la Catedral de Tortosa.

## Vida
Al igual que José Antonio Nebra Mezquita, padre de José de Nebra, Valero Moreno y Polo nació en La Hoz de la Vieja, en la provincia de Teruel, hijo de Pedro e Inés. Ambas familias mantenían buenas relaciones. Fue el menor de los hermanos Moreno y Polo, José y Juan, y como ellos se educó en los infantes de La Seo, donde ingresó con nueve años.
Tras el fallecimiento de José Escorihuela el 20 de agosto de 1743, se decidió nombrar el 10 de septiembre de ese año a Valero Moreno y Polo en su lugar como maestro de capilla de la metropolitana de Tortosa. El nombramiento seguramente fue facilitado por el hecho de que su hermano Juan fuese el primer organista de la catedral desde 3 de agosto de 1731, pero también por los informes positivos que enviaron los maestros músicos de La Seo, el maestro de capilla José Lanuza y el organista Tomás Soriano. Junto con su hermano, regentó los destinos de la catedral tortosina por 33 años hasta su fallecimiento.
Falleció después de su hermano Juan —que falleció el 2 de junio de 1776—, ya que Juan lo nombró heredero y albacea en su testamento del 25 de mayo de 1776.

## Obra
Se conservan obras suyas en la Catedral de Tortosa y en la Real Colegiata de Roncesvalles. En la Catedral de Albarracín se conserva un villancico:
- Cómo es el Niño que nace (1739), villancico a cuatro voces con violín.

De entre las obras que se encuentran en Tortosa, no es posible distinguir entre las obras de Valero y Juan, ya que ambos firmaban con el apellido. Es posible que ambos compusiesen en conjunto o que la mayoría correspondan a Valero, ya que se esperaba del maestro de capilla que compusiese obras originales para la liturgia:

[...] cumplir todo lo demás que en esta y las demás catedrales acostumbran y tienen obligación maestros similares, como es componer todas las músicas que sea menester las cuales, tras la muerte del maestro o pasando éste a otro lugar, tendrán que quedar en dominio de su iglesia [...]
Actas capitulares de la Catedral de Tortosa

En 2009 el musicólogo Jesús M.ª Muneta publicó algunas obras de José y Valero Moreno y Polo en su libro Cantada a Solo y cuatro Villancicos a 4 y 6 voces con violines y Ac. Catedral de Albarracín, siglo XVIII en la colección Polifonía Aragonesa de la Institución «Fernando el Católico».